# サガテレビ
株式会社サガテレビ（英: Saga Television Station Co., Ltd.）は、佐賀県を放送対象地域とするテレビジョン放送事業を行っている特定地上基幹放送事業者である。
略称はSAGA TV/sts（略称については後述）。フジテレビジョン（FNN・FNS）系列である。

## 概要
コールサインはJOSH-DTV（佐賀 44ch）。系列新聞は、ブロック紙の西日本新聞と地方紙の佐賀新聞。主要株主は九州電力、テレビ西日本他。
佐賀県唯一の民放テレビ局。隣県の福岡県にあるテレビ西日本に続く、九州では2番目のフジテレビ系フルネット局として開局し、番組編成は開局以来一貫して、フジテレビ系列の番組が中心となっている。また、福岡県のテレビ東京系列局のTVQ九州放送、TBS系列局のRKB毎日放送に次いで福岡、佐賀の民放に於ける独立局アニメのネット局になる事が多い。
同時開局した熊本県のテレビ熊本（TKU）や長崎県のテレビ長崎（KTN）がクロスネットであったことから、開局当初は両県におけるフジテレビ系列を補完する役割もあった。また福岡県でも、南部の筑後地方を中心にテレビ西日本では差し替えられているフジテレビ系列の番組を見る手段として重宝されている。
フジテレビ系列では唯一、日曜日の競馬中継を放送していない。
ロゴマークは2015年（平成27年）1月1日に「S A G A T V」 と新しいものに変更されている。この文字はグリッドの集合体により構成され、一つひとつのグリッドには佐賀県内の地域や人々の夢や想いが詰まっている。ブランドカラーは人々や地域の活力で、明るい未来の輝きのSAGAの「サンシャインイエロー」と、力強い意志や存在感で確かな信頼力のTVの「黒」の2色で構成されている。
1969年（昭和44年）の開局から2014年（平成26年）12月末まで使われた、略称のSTSを小文字化した「sts」のロゴはつなぎ文字で、「サガテレビ」の部分は角ゴシックになっていた。現在では社旗（白地にSAGA TVと書かれたバージョンもある）などで使われる程度。

## 本社・支社・支局
本社・演奏所
- 佐賀県佐賀市城内1丁目6番10号（〒840-8558）

支社・支局
- 唐津支局：佐賀県唐津市鏡2509番地4
- 鳥栖支局：佐賀県三養基郡みやき町白壁2458番17号
- 東京支社：東京都中央区銀座3丁目11番18号 眞帆ビル10階
- 大阪支社：大阪府大阪市北区西天満4丁目12番11号 プラザ梅新別館602号
- 福岡支社：福岡県福岡市中央区天神2丁目12番1号  天神ビル8階

## 沿革
- 1967年（昭和42年）11月1日 - 「佐賀放送株式会社」として、アナログテレビ放送の予備免許を取得し[2][注 3]、会社を設立する。
- 1968年（昭和43年） - 「株式会社サガテレビ」に社名変更。
- 1969年（昭和44年）
  - 4月1日 - 佐賀局（日の隈山）・伊万里局（八幡岳）・唐津局（鏡山）の3局体制で本放送を開始。当初は2階建ての社屋で、スタジオも小さく、ロビーなどを使って放送していた。また現社屋同様、鉄塔に局ロゴを縦に3つに分けた「s」「t」「s」のオレンジの看板が四方に取り付けられていた。
  - 10月1日 - この日発足したFNSに加盟。
- 1976年（昭和51年） - 本格的なスタジオが落成。
- 1985年（昭和60年）5月31日 - 音声多重放送開始[3]。
- 1994年（平成6年） - 敷地内に建設していた新社屋が完成。旧社屋は解体、跡地は駐車場になった。
- 1995年（平成7年） - 唐津支局開設。
- 2006年（平成18年）12月1日 - 佐賀局（九千部山）と伊万里局（八幡岳）で地上デジタル放送開始。
- 2007年（平成19年）
  - 6月21日 - 佐賀市北部などの受信困難を解消するため、本社内に城内局を開局（日の隈山の代替地デジ中継局として設置）。[要出典]
  - 時期未詳 - 地上デジタル放送でGガイド向けデータの放送を開始。

- 2011年（平成23年）7月24日 - 地上アナログ放送を終了。
- 2015年（平成27年）1月1日 - CIを導入し、ロゴマークを「SAGA TV」に変更[注 2]。これに伴い、局舎の看板・ホームページのデザインが変更されている。これにより、stsのロゴは淘汰され、業務用途などのごく一部を除き、STSを使用しなくなった。
- 2018年（平成30年）3月10日 - 本社ロビーを大幅改装。カフェと地元の作り手の商品をそろえるショップで構成する「JONAI SQUARE」としてオープン[4]。

開局時から2014年まで使用された初代ロゴ

## ネットワークの移り変わり
- 1969年（昭和44年）4月1日 - 佐賀県で初の民放テレビ局として開局。九州地区ではテレビ西日本に続くフジテレビ系列では2番目のフルネット局である。
  - 当初はフジテレビを中心としたオープンネットの番組編成にする予定であったが、出資した西日本新聞が産経新聞社と協力関係にあり、テレビ西日本がフジテレビ系列であることもあり、当時の関係者もフジテレビを始め、東海テレビ放送や関西テレビ放送を訪問し、最終的にフジテレビ系列のフルネット局として開局した。
  - 開局から間もない1970年代初頭に、大株主の昭和自動車のオーナーである金子一族が、長崎放送の手引きによりTBS系列へのネットチェンジを画策したが、結果的には実現せず、金子一族はフジテレビとテレビ西日本により経営を追われることになった（昭和自動車とサガテレビの資本関係は継続）[5]。なお、佐賀県はスピルオーバーにより隣県（福岡・熊本・長崎）の放送局が容易に受信できる地域であるが、TBS系列局はいずれも当時からフルネット局であったのに対し、フジテレビ系列局は当時はテレビ熊本・テレビ長崎が他系列とのクロスネット局であった。

## 資本構成
企業・団体は当時の名称。出典：

### 2021年3月31日
| 資本金      | 発行済株式総数 | 株主数 |
| ----------- | -------------- | ------ |
| 3億8000万円 | 380,000株      | 28     |

| 株主                           | 株式数   | 比率   |
| ------------------------------ | -------- | ------ |
| 西日本新聞社                   | 38,850株 | 10.22% |
| 九州電力                       | 35,000株 | 9.21%  |
| テレビ西日本                   | 30,000株 | 7.89%  |
| 佐賀新聞社                     | 26,600株 | 7.00%  |
| リコー                         | 26,550株 | 6.98%  |
| サガテレビ従業員持株会         | 26,300株 | 6.92%  |
| 佐賀県有明海漁業協同組合連合会 | 20,000株 | 5.26%  |
| 佐賀銀行                       | 19,000株 | 5.00%  |
| 昭和自動車                     | 15,000株 | 3.94%  |
| 佐電工                         | 12,750株 | 3.35%  |

## テレビ欄
新聞のテレビ欄では、佐賀新聞および西日本新聞・朝日新聞・毎日新聞・読売新聞の各佐賀県版ではNHK（総合・Eテレ）の次（3番目＝フルサイズ）にサガテレビが掲載され、在福民放各局は4番目以降である。
日本経済新聞（日経新聞）と産経新聞は福岡県の放送局を中心とした「準広域版」としての掲載で、サガテレビがハーフサイズとなっている。
新聞各紙およびテレビ情報誌でのテレビ欄上の局名表記は「STS サガテレビ」や「STS サガ」とするものが多かったが、CI導入から1年後の2016年6月1日に「STS」を省いた「サガテレビ」の表記に変更された。ただし産経新聞では九州・山口版創刊から「サガテレビ」として表記していた。

## 佐賀県内のGガイドについて
Gガイドは、本来は各地のTBSテレビ（JNN）系列局がホスト局になっているが、本局は佐賀県唯一の地元民放テレビ局のため、特例扱いとして本局がデジタルGガイドの番組データの配信を行っている。配信するデータは原則としてNHK佐賀放送局と本局のものに限定。なお、かつてのアナログGガイドの番組データの配信はTBSテレビ（JNN）系列局のRKB毎日放送 が対応していた。

## テレビチャンネル

### デジタル（コールサイン：JOSH-DTV）
リモコンキーIDは『3』を使用する。

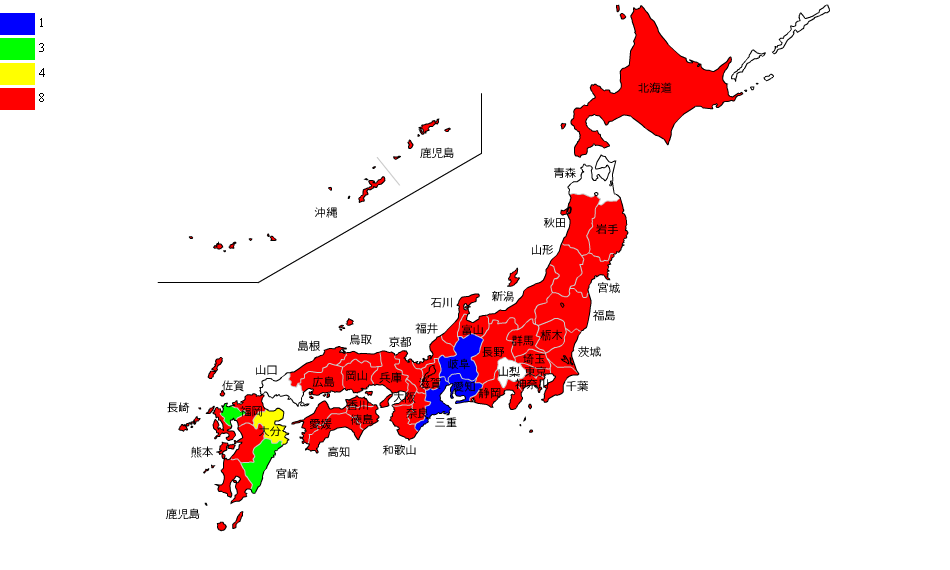
フジテレビ系列のリモコンキーID地図

独立局で兵庫県域のサンテレビジョンとは、アナログ親局チャンネルが『36』、開局年が1969年（昭和44年）、リモコンキーIDが『3』といずれも同じである。
原則として大多数のフジテレビ系列フルネット局は関西テレビ放送・フジテレビ・沖縄テレビ放送のアナログ親局チャンネルを継承した『8』だが、県内局のリモコンキーIDを隙間なく若い番号に集中させることから『3』となった。
フジテレビ系列局のフルネット局でリモコンキーID『8』を使用しない局は当局と中京広域圏の東海テレビ（ID『1』を使用）の2局だけである。ちなみにフジテレビ系列局ではほかにクロスネット局の大分県のテレビ大分は『4』、フジ・日テレ・テレ朝３系列のクロスネット局である宮崎県のテレビ宮崎は本局と同じ『3』を使用している。

アナログ時代、佐賀県ではNHK佐賀総合を『3』、NHK佐賀教育を『12』、本局を『6』、テレビ西日本を『9』に設定される世帯、宿泊施設、医療施設、ケーブルテレビ局が多かった。
デジタル放送の親局は、九千部山にある鳥栖アナログ中継局と同じ位置に設定された。親局の物理チャンネルは44chで、一部を除いて各中継局も同一に設定されている。
但し地上デジタル放送が受信できる世帯では、福岡県・長崎県・熊本県・大分県では、地元局（それぞれ、NHK福岡総合、NBC長崎放送、RKK熊本放送、OBS大分放送）が本局と同じ『3』を使用しているため、031・032の後に枝番が付き、『6』・『9』・『10』等の空きポジションに設定される。
本社からのSTLを受信して送信するのは佐賀本社送信所と伊万里基幹中継所のみで、他はこの2局から中継されている（特記以外）。
| 局名       | 送信所設置場所 | 物理チャンネル | 空中線電力 | ERP   | 放送区域内世帯数 | 試験放送開始日 | 本放送開始日   | 備考                                                          |
| ---------- | -------------- | -------------- | ---------- | ----- | ---------------- | -------------- | -------------- | ------------------------------------------------------------- |
| 佐賀       | 九千部山       | 44ch           | 100W       | 1.7kW | 34万2121世帯     | 2006年9月1日   | 2006年12月1日  | 本社送信所                                                    |
| 伊万里     | 八幡岳         | 44ch           | 100W       | 1.9kW | 10万4382世帯     | 2006年9月1日   | 2006年12月1日  | 基幹中継所                                                    |
| 唐津       | 鏡山           | 44ch           | 10W        | 47.2W | 2万7762世帯      |                | 2007年4月1日   |                                                               |
| 城内       | sts本社鉄塔    | 44ch           | 20W        | 92.3W | 11万1286世帯     | 2007年5月21日  | 2007年6月21日  | 日の隈送信所の代替施設。 中継元は本社演奏所（マスター直結）。 |
| 武雄       | 鳴瀬山         | 44ch           | 1W         | 4.4W  | 1万3559世帯      |                | 2008年2月18日  |                                                               |
| 有田       | 蓮花石山       | 44ch           | 1W         | 3.7W  | 7456世帯         |                | 2008年2月18日  |                                                               |
| 呼子       | 天童岳         | 44ch           | 10W        | 17W   | 3455世帯         | 2008年7月14日  | 2008年8月1日   |                                                               |
| 嬉野       | 皿屋北方高地   | 39ch           | 300mW      | 870mW | 5122世帯         | 2008年7月15日  | 2008年8月1日   |                                                               |
| 多久       | 山崎山         | 20ch           | 1W         | 1.9W  | 5475世帯         | 2008年9月17日  | 2008年10月1日  |                                                               |
| 江北       | 大平山         | 20ch           | 300mW      | 790mW | 1970世帯         | 2008年9月16日  | 2008年10月1日  |                                                               |
| 小城       | 愛宕山         | 52ch           | 500mW      | 1.45W | 4216世帯         | 2009年1月5日   | 2009年1月26日  |                                                               |
| 肥前大和   | 金立山         | 35ch           | 1W         | 7.9W  | 280世帯          | 2009年5月18日  | 2009年6月1日   |                                                               |
| 西有田     | 栗ノ木峠下中腹 | 23ch           | 1W         | 4.1W  | 3960世帯         | 2009年8月5日   | 2009年9月1日   |                                                               |
| 肥前高串   | 高串南の山     | 21ch           | 10mW       | 69mW  | 477世帯          | 2009年10月13日 | 2009年11月9日  |                                                               |
| 伊万里黒川 | 大平山         | 24ch           | 1W         | 1.9W  | 3135世帯         | 2009年11月19日 | 2009年12月14日 |                                                               |
| 東脊振松隈 | 松隈西の山     | 48ch           | 10mW       | 58mW  | 83世帯           | 2009年12月18日 | 2009年12月25日 |                                                               |
| 多久納所   | 北坊の北の山   | 27ch           | 10mW       | 125mW | 235世帯          | 2010年5月12日  | 2010年6月1日   |                                                               |
| 肥前大浦   | 満越台地       | 26ch           | 300mW      | 1.15W | 432世帯          | 2010年5月26日  | 2010年6月14日  |                                                               |
| 仁比山     | 仁比山         | 27ch           | 1W         | 5.9W  | 3617世帯         | 2010年7月26日  | 2010年8月9日   | STSのみ中継局設置。 デジタル新局。 日の隈送信所の代替施設。   |
| 太良大浦   | 竹崎の北の山   | 27ch           | 50mW       | 195mW | 433世帯          | 2010年9月27日  | 2010年10月25日 | 2011年10月2日までは60chで送信。                               |
| 塩田       | 馬場下南方の山 | 15ch           | 300mW      | 790mW | 1790世帯         | 2010年9月28日  | 2010年10月25日 | NHKは出力が異なる。                                           |
| 肥前富士   | 権現山         | 40ch           | 1W         | 4.2W  | 351世帯          | 2010年10月18日 | 2010年11月15日 | 中継元は肥前大和局（←佐賀本社送信所）。                       |

### ワンセグ
佐賀インターナショナルバルーンフェスタおよび有田陶器市のイベント会場において期間中、サガテレビ本放送とは別にワンセグ限定で会場内で受信可能なチャンネルを放送したことがある。法的にはエリア放送に該当するが、実質はイベント放送局の範疇に入る。

### アナログ（コールサイン：JOSH-TV）
直接受信可能なエリアは、佐賀県全域と福岡県（筑後地方が中心）・長崎県・熊本県・大分県の一部地域。アナアナ変換により伊万里が37chになった。なお、武雄神六・大和川上・基山園部・基山宮脇・基山城戸・唐津湊・呼子殿ノ浦の各中継局については、stsデジタル中継局の置局予定がなく、2011年（平成23年）7月24日のアナログ波停波を以って運用を終了し、sts中継局は、廃局となった。
- 基幹局のみ記載。2011年（平成23年）7月24日にアナログ放送終了時点のもの。

| チャンネル                | 空中線電力             | ERP                    | 放送対象地域           | 放送区域内世帯数       | 備考                               |                        |                        |
| 佐賀（本局・日の隈山）    | 佐賀（本局・日の隈山） | 佐賀（本局・日の隈山） | 佐賀（本局・日の隈山） | 佐賀（本局・日の隈山） | 佐賀（本局・日の隈山）             | 佐賀（本局・日の隈山） | 佐賀（本局・日の隈山） |
| ------------------------- | ---------------------- | ---------------------- | ---------------------- | ---------------------- | ---------------------------------- | ---------------------- | ---------------------- |
| 36ch                      | 映像5kW 音声1.25kW     | 映像35kW 音声8.6kW     | 佐賀県                 | 約22万世帯             | -                                  |                        |                        |
| 伊万里（中継局・八幡岳）  |                        |                        |                        |                        |                                    |                        |                        |
| 37ch                      | 映像300W 音声75W       | 映像1.6kW 音声400W     | 佐賀県                 | 約7万8200世帯          | 「アナアナ変換」により41chから変更 |                        |                        |
| 鳥栖 （中継局・九千部山） |                        |                        |                        |                        |                                    |                        |                        |
| 23ch                      | 映像30W 音声7.5W       | 映像670W 音声165W      | 佐賀県                 | 約4万6800世帯          | 「アナアナ変換」により28chから変更 |                        |                        |
| 唐津（中継局・鏡山）      |                        |                        |                        |                        |                                    |                        |                        |
| 45ch                      | 映像10W 映像2.5W       | 映像57W 音声14.5W      | 佐賀県                 | 約2万3000世帯          | -                                  |                        |                        |
| 武雄（中継局・鳴瀬山）    |                        |                        |                        |                        |                                    |                        |                        |
| 62ch                      | 映像10W 音声2.5W       | 映像46W 音声11.5W      | 佐賀県                 | 約-世帯                | 偏波面は垂直偏波                   |                        |                        |

## マスコットキャラクター
ミランバくん
2006年（平成18年）9月1日からサガテレビのマスコットキャラクター。
かちかちくん
夕方のローカル生番組『かちかちワイド』のマスコットキャラクターで、2006年（平成18年）8月末までは当局のステーションキャラクターとしても使われ、2001年（平成13年）の『27時間テレビ』の対決企画「FNS最強キャラクター大相撲」にも出場した。
佐賀県の県鳥であるカササギをイメージしたイラストで、「かちかち」と鳴く事から、「かちかちくん」と名付けられた。

## お天気カメラ
- サガテレビ本社（HD対応）
  - 放送休止中は本社お天気カメラをフィラーとして流すことにより終夜放送を行っている。
- つばさ鳥栖（サンコーポラスつばさ屋上）
- 呼子テレビ中継局（天童岳山頂）
- 唐津情報カメラ　2022.4.11 -

## 区域外再放送
福岡県久留米市のCRCCメディアが区域外再放送をしている（※リモコンキーIDは「10」）。但し、鳥栖市『はっぴとすビジョン』のリモコンキーIDは「3」。同系列のテレビ西日本も再放送している。

## スタジオ
本社1階にあり、情報番組用セットとニュース用セットが設置され、定時ニュース以外のすべての番組で使用されている。また、報道部内に顔出しブースが設置され、主に定時ニュースで使用されている。

## 主な放送番組
2024年4月現在。

### 自社制作番組
報道
- FNN SAGA TV Live News days（月曜 - 金曜 11:30 - 11:50、土曜・日曜 11:50 - 12:00）[注 12]
- かちかちLIVE（月曜 - 金曜 15:15 - 19:00）[注 13]
- FNN・SAGATV Live News イット! （土曜 17:30 - 17:59、日曜 17:30 - 18:00）
- FNN SAGATVニュース（不定期放送）

情報・ワイドショー
- かちかちLIVE（月曜 - 金曜 15:15 - 19:00）
- あいのイチ押し（日曜 17:25 - 17:30）
- タウンスナップ（不定期放送）

ドラマ
- ドラマセレクション（月曜 - 金曜 9:50 - 10:50） - フジテレビ系で放送されたドラマの再放送[11]。

ミランバくん
- ミランバくん体操（月曜 - 金曜 4:49 - 4:50、他）

教養・ドキュメンタリー
- あいのミミよりボイス（金曜 11:20 - 11:25）
- 佐賀発佐賀行き　時間旅行（月曜 - 金曜 11:25 - 11:30、他毎日放送）[注 14]

バラエティ
- どぶろっくの一物（土曜 17:59 - 18:30）※Tverでも放送中
- オラキオスポーツ（土曜 18:30 - 19:00）
- みんなでサガサンバ！！（火曜 22:54 - 23:00）
- その他パワーテレビジョン制作バラエティをスポーツ中継の穴埋めなどで放送

スポーツ
- スカパー!Jリーグ中継 - J SPORTS・スカチャン向けのサガン鳥栖主催試合の中継映像の委託製作（関連会社「STSプロジェクト」による）。実況は九州在住フリーアナが主で、STSアナウンサーの出演は僅少。
- KICK OFF! SAGA（土曜 10:25 - 10:40）
- Cheer Up Springs‼︎ （水曜 21:54 - 22:00）

### フジテレビ系時差ネット番組
※制作局の表記のないものはフジテレビ制作。
- ドキュメント九州（火曜 0:25 - 0:55（月曜深夜）、テレビ西日本制作）
- かまいたちの掟（水曜 0:25 - 0:55（火曜深夜）、さんいん中央テレビ制作）
- 水曜RISE!（木曜 0:25 - 0:55（水曜深夜））[注 15]
- 釣りごろつられごろ（土曜 5:45 - 6:00、テレビ新広島制作）
- おかべろ（日曜 1:15 - 1:45（土曜深夜）、関西テレビ制作）
- ダイアン津田のバーディーチャンす～（日曜 6:15 - 6:30）、東海テレビ制作）
- ちまたのジョーシキちゃん（日曜 15:00 - 16:00、関西テレビ制作）
- 匠の蔵（日曜 21:54 - 22:00、テレビ西日本制作）

### 他系列番組

#### テレビ東京系列番組
- 開運!なんでも鑑定団（土曜 12:00 - 13:00）
- 所さんの学校では教えてくれないそこんトコロ!（土曜 13:00 - 13:55）
- ポケットモンスター（日曜 6:30 - 7:00）
- 出川哲朗の充電させてもらえませんか?（日曜 12:00 - 13:00）
- 緊急SOS!池の水ぜんぶ抜く大作戦（不定期放送）

### 過去に放送していた番組

#### 自社制作番組
- 情報プラザDONDON DOようび
- 週刊GABAI（日曜 11:00 - 11:50）
- みんなの詩（土曜 15:55 - 16:00）
- たんねるSAGA
- stsぶっつけ本番
- sts情報ワイド
- カチカチてれび
- FNN stsテレビ朝刊（日曜朝の『産経テレニュースFNN』のサガテレビでの差し替えタイトル）
- sts5:25
- 佐賀新聞ニュース
- デイリーフラッシュ
- stsニュースレポート（1978年10月2日 - 1991年3月31日）
- stsスーパータイム（1991年4月1日 - 1997年3月30日）
- stsザ・ヒューマン（1997年3月31日 - 1998年3月29日）
- stsスーパーニュース（1998年3月30日 - 2015年3月29日）
- かちかちワイド
- かちかちPress
- さがっ子よーいどん（県教育委員会提供の子育て支援番組）
- 88万県民の広場（第3日曜9:30 - 10:00[注 16] 放送） - 「88万」は当時の佐賀県の総人口。
- パチンコプレスTV パチ☆プレ
- サガン鳥栖 夢超戦2006 〜J1への道〜
- サガン鳥栖 夢必翔2007 〜J1への道〜
- さがばんた - 「さがそうか」の前身、2009年10月から『さがばんたセレクション』として一部回を再放送していた。
- さがそうか
- 河童五代目 - 佐賀発アニメ
- 賀亜寿家の賢い質屋生活
- ロコトレしよう!
- 天使の翼
- TOP RUNNERS CLUB SAGA
- LinQ桃まゆのもふもふシテ質屋!? - ガージュ提供。同名タイトルのラジオ番組がNBCラジオ佐賀とエフエム佐賀で放送されていた。
- 週末★ミランバ!
- 週末LIVE どよう ぽけっと
- 賀亜寿家の賢い質屋生活
- このまちで、あなたと
- さがCテレビ - 佐賀市からの新着事業やイベント情報
- がんばれ！ミランバくん

#### FNS系列制作などの遅れネット番組
※は、番組自体は継続中。
- たけしのコマ大数学科（2012年3月末打ち切り）
- ブラっと嫉妬（関西テレビ制作）
- はやく起きた朝は…（途中打ち切り）※
- モウソリスト
- 未来ロケット
- OV監督
- 雨上がり食楽部（関西テレビ制作、途中打ち切り）
- ウチくる!?（途中打ち切り）
- 村上マヨネーズのツッコませて頂きます!（関西テレビ制作、途中打ち切り）
- 恋神アプリ
- テレビ寺子屋（テレビ静岡制作、途中打ち切り）※
- もしもツアーズ[注 17]

#### 他系列ネット
日本テレビ系列
※制作局の表記のないものは日本テレビ制作。
- なぜなぜ九州→Dr.クラナガン（福岡放送ほか、九州内日本テレビ系列局共同制作、九州電力提供、同局は番販による放送のみで、佐賀県内の取材は福岡放送が行った）
- はるみキッチン（当コーナーを内包していた『スッキリ』自体は未ネット）
- 黄金バット（よみうりテレビ制作、開局直後に放送）
- 戦え!超ロボット生命体トランスフォーマー→戦え!超ロボット生命体トランスフォーマー2010→トランスフォーマー ザ☆ヘッドマスターズ→トランスフォーマー 超神マスターフォース→戦え!超ロボット生命体 トランスフォーマーV
- 冒険コロボックル（よみうりテレビ制作、本放送終了後に放送）
- 男どアホウ!甲子園（本放送終了後に放送）
- 37階の男（本放送終了後に放送）
- ディズニー・オン・アイス特別番組「氷の上のWONDERな魔法をアナタに」（中京テレビ制作、該当イベントの佐賀公演を中京テレビとサガテレビが主催した事情から、2023年5月にイベント宣伝番組として放送した）[12][13]

テレビ朝日系列
※制作局の表記のないものはテレビ朝日制作。
- 隠れ家ごはん!〜メニューのない料理店〜
- いまどき!ごはん（途中打ち切り）
- CLUB紳助（朝日放送制作）
- 金之玉手箱（朝日放送制作）
- 素敵な宇宙船地球号
- ユーリ!!! on ICE
- デザイン・コード
- おジャ魔女どれみナ・イ・ショ
- もしもマニュアル~防災ミニ知識~

TBS系列
※制作局の表記のないものはTBSテレビ制作。
- ろぼっ子ビートン（本放送終了後に放送、途中打ち切り）
- 笑顔がいちばん!
- ビジネスズームアップ
- みのりの風景
- LEADERS リーダーズ
- スポーツが好きだ
- モーレツ!!しごき教室（毎日放送制作）
- Yell!2020![14]

テレビ東京系列
※制作局の表記のないものはテレビ東京制作。
- アニメ親子劇場
- トンデラハウスの大冒険
- パソコントラベル探偵団
- 高橋名人の面白ランド
- 元祖!でぶや
- ペット大集合!ポチたま
- TVチャンピオン（一時期、1時間短縮版を放送、『TVチャンピオン2』は未放送）
- 炎の闘球児 ドッジ弾平
- ASAYAN（1999年3月打ち切り）
- ハロー!モーニング。（途中打ち切り）
- ゴッドタン（途中打ち切り）※
- 田舎に泊まろう!
- しましまとらのしまじろう（テレビせとうち制作）
- ミラクルガール（東京12チャンネル時代）
- 〜どうぶつ冒険バラエティ〜ワンダ!
- ペット大行進! ど〜ぶつくん
- 世界ナゼそこに?日本人 〜知られざる波瀾万丈伝〜（途中打ち切り）
- 妖怪ウォッチ（途中打ち切り）[注 18]

ほか
その他
- よばれてとびでて!アクビちゃん（UHFアニメ）
- 神撃のバハムート GENESIS（UHFアニメ）
- 神撃のバハムート VIRGIN SOUL（UHFアニメ）
- GRANBLUE FANTASY The Animation（UHFアニメ）- 第1期のみ
- アイドルマスター シンデレラガールズ（UHFアニメ）- 2シリーズ
- アイドルマスター シンデレラガールズ劇場（UHFアニメ）- 3シリーズ
- 有頂天家族（UHFアニメ）- 第2期のみ
- メイドインアビス（UHFアニメ）- 2シリーズ
- ウマ娘 プリティーダービー（UHFアニメ）- 2シリーズ
- ゾンビランドサガ（UHFアニメ）
- 邪神ちゃんドロップキック（UHFアニメ）
- ゾンビランドサガ リベンジ（UHFアニメ）
- NON STYLE井上のバズらせJAPAN
- 3分でわかる佐賀競馬[注 19]
- 神無き世界のカミサマ活動（UHFアニメ）

## アナウンサー

### 現職

#### 男性
- 1992年 鶴丸英樹
- 2014年 平川邦明
- 2015年 川野優也（アナウンサーとしては2016年 - ）
- 2018年 波佐間崇晃（8月 - 、元鹿児島読売テレビ→フリー→山陽放送）
- 2022年 原竹凌太朗（4月 - ）
- 2024年 鈴木悠斗

#### 女性
- 2010年 花田百合奈（4月 - 、地上デジタル放送推進大使）
- 2018年 森麻衣子（4月 - 、エスプリード所属）
- 2019年 橋爪和泉（4月 - ）
- 2024年 戸川真夢

### 過去
男性
- 1975年
  - 古賀揚参
- 1976年
  - 松本茂樹（ - 2011年7月。編成制作部部長を経て2006年に“現場復帰”し定年退職）
- 1979年
  - 池田昭則[15]（番組制作分野で活動。2015年4月より九州龍谷短期大学准教授）
- 1993年
  - 時里優（ときさと・まさる[15]）
- 1997年
  - 村岡格（ - 2014年。2004年 - 2006年は東京支社勤務、他部署異動後の2015年4月に死去）
- 1999年
  - 南崇臣（みなみ・たかおみ、 - 2006年。旧姓：立石。現鹿児島放送アナウンサー）
- 2004年
  - 森洸（ - 2016年3月。現福岡放送アナウンサー）
- 2007年
  - 酒井俊幸（ - 2010年3月。株式会社NBCラジオ佐賀から移籍。退社後福岡放送に記者として入社）
- 2012年
  - 廣瀬仁秀（ - 2017年）
- 2013年
  - 木戸優雅（ - 2018年。現TVQ九州放送アナウンサー）
- 大島奨（おおしま・すすむ。2005年10月から約1年半福岡支社勤務）
- 蒲原正昭（後に編成業務部長となる）
- 坂本浩樹（『stsザ・ヒューマン』キャスター）
- 佐藤ただのり（正確にはローカルタレントで、別名「スペース佐藤」。ただし2015年3月までMCとして番組出演の関係から他のアナウンサーと同列に扱われていた）

女性
- 1980年
  - 内田信子（旧姓：下村。一般職として入社後、翌年の1981年にアナウンサーになった。また、サガテレビでは初めての女性記者などを経て幹部に昇進した。1992年にはFNSアナウンス大賞を受賞した。それ以前から編成・制作などを経験したが、2014年退社した後2018年より旭学園理事長に就任）
- 1993年
  - 青木美香（あおき・みか。 - 1995年。『stsスーパータイム』のキャスターを経て九州朝日放送の報道記者に転身。その後フリーアナウンサー、書家に）
- 1994年
  - 一ノ瀬裕子[15]（現佐賀県議会議員）
- 1997年
  - 瀧廣祥子（たきひろ・しょうこ。2009年山口朝日放送に移籍し、報道記者兼『Jチャンやまぐち』キャスターを務めた）
- 1998年
  - 石井理加（現フリーアナウンサー。 - 2006年。退社後は酒井俊幸と入れ替わるかのようにNBCラジオ佐賀の番組に出演）
- 1999年
  - 千住綾（せんじゅう・あい。 - 2006年。入社から退社まで、『カチカチてれび』→『かちかちワイド』に出演）
- 2001年
  - 中村なぎさ（ - 2015年）- キャスター、MC、記者などを務めた。退社後はフリーになり、現在はナレーターとしてパインズ所属。入社4年目に『めざましテレビ』リポーターも務めた。
- 2002年
  - 古賀奈津子（ - 2012年6月。 2012年7月に他の部署へ異動後、九州朝日放送を経てフリーアナウンサーに転向）
- 2006年
  - 井手美智留（いで・みちる。3月入社、 - 2007年4月。当時はエントリーサービスプロモーションからの派遣。『stsスーパーニュース』キャスター）
- 2007年
  - 牛島奈津子（ - 2010年3月。前NHK長崎放送局キャスター。同局では地上デジタル放送推進大使も務めた）
  - 小林容子（ - 2009年。エントリーサービスプロモーションからの派遣。2006年まではテレビ西日本の『とべとべホークス』のMCだった）
  - 坂井千夏（ - 2009年6月30日。RKB毎日放送のアナウンスセミナー出身。退社後福岡に戻りフリーで活動）
  - 長安智子（ - 2008年3月。山口放送から移籍。その後四国放送、テレビ熊本、NHK山口放送局と在籍して、現在は、NHK福岡放送局契約キャスター）
- 2009年
  - 市原万起子（2月入社、 - 2012年3月）
- 2010年
  - 迫田佳那（1月入社、 - 2012年。エントリーサービスプロモーションからの派遣、2012年12月にリストから削除）
- 2011年
  - 小林若菜（4月入社、 - 2013年3月。NHK釧路放送局より移籍。退社後はNHK千葉放送局契約キャスターとして移籍したが、2015年3月に退局）
  - 豊原美紀（4月入社、 - 2012年3月。元NHK長崎放送局契約キャスター）
- 2012年
  - 菊池良子（4月入社、 - 2014年10月）
  - 鶴田麻貴子（4月入社、 - 2018年3月。元テレビ宮崎アナウンサー）
- 2013年
  - 石原早紀（契約職、4月入社）
- 2015年
  - 鈴木恵理香（4月入社、 - 2018年3月。現テレビ信州アナウンサー）
- 2016年
  - 田邉有沙（11月入社、 - 2018年3月。元NHK山形放送局、岩手めんこいテレビ、福岡放送）
- 2017年
  - 堀江舞（4月入社、- 2021年）現在はフリーアナウンサー
- 2018年
  - 野上麗（4月入社、オフィス・ミラソール所属）
- 2019年
  - 中俣理子（4月入社、- 2024年3月）
- 荒尾千春（フリーアナウンサー。テレビ熊本アナウンサーを経て、テレビ『めざましテレビ』リポーターなどを務めた。現在は京都で企業を対象にスピーチトレーニングを行う企業を経営）
- 鳥井智子（とりい・ともこ。当時からフリーアナウンサー。『さがっ子よーいどん』の司会などを務めた。今も佐賀県内で活動中）
- 原野淳子（長崎文化放送、テレビ長崎に移籍後長崎でフリーアナウンサー）
- 広橋奈美（現在テレビディレクター）
- 松永優子